# ジョナサン・ブルッキンズ
ジョナサン・ブルッキンズ（Jonathan Brookins、1985年8月13日 - ）は、アメリカ合衆国の男性総合格闘家。オレゴン州ポートランド出身。トリスタージム所属。TUF 12王者。

## 来歴
白人と黒人のハーフとして生まれ、白人の多いポートランドで育つ。学生時代はレスリングで2度の州王者となり、ブラジリアン柔術は紫帯を持つ。2006年プロデビュー。WECやBellatorへの参戦経験を持つ。

### TUF
2010年、リアリティ番組「The Ultimate Fighter」のシーズン12に参加。ジョルジュ・サンピエール率いるチーム・GSPに所属。トーナメント1回戦でチーム・コスチェックのセヴァック・マガキアン、2回戦でサコ・シビチアンを共に一本勝ちで下し、準決勝ではチームメイトのカイル・ワトソンに3-0の判定勝ちを収め、決勝進出を果たした。
2010年12月4日、The Ultimate Fighter 12 Finaleのライト級トーナメント決勝でチームメイトのマイケル・ジョンソンと対戦し、3-0の判定勝ち。TUFシーズン12を制し、UFCとの正式契約を獲得した。

### UFC
2011年9月17日、UFC本戦初出場となったUFC Fight Night: Shields vs. Ellenbergerでエリック・コクと対戦し、0-3の判定負けを喫した。

### パンクラス
2014年11月1日、初参戦となったパンクラスで石渡伸太郎と対戦し、3-0の判定勝ちを収めた。
2016年7月24日、バンタム級キング・オブ・パンクラス タイトルマッチで石渡伸太郎と再戦し、0-3の判定負けを喫し王座獲得に失敗した。

## 戦績
| 総合格闘技 戦績 | 総合格闘技 戦績 | 総合格闘技 戦績 | 総合格闘技 戦績 | 総合格闘技 戦績 | 総合格闘技 戦績 | 総合格闘技 戦績 |
| --------------- | --------------- | --------------- | --------------- | --------------- | --------------- | --------------- |
| 26 試合         | (T)KO           | 一本            | 判定            | その他          | 引き分け        | 無効試合        |
| 16 勝           | 3               | 9               | 4               | 0               | 0               | 0               |
| 10 敗           | 1               | 2               | 7               | 0               | 0               | 0               |

| 勝敗 | 対戦相手               | 試合結果                     | 大会名                                                                                | 開催年月日     |
| ○    | デッキー・ダルトン     | 5分5R終了 判定3-0            | BAMMA 28                                                                              | 2017年2月24日  |
| ×    | カイル・ネルソン       | 5分5R終了 判定0-3            | Z Promotions: Fight Night Medicine Hat 2                                              | 2016年10月28日 |
| ×    | トム・ニーニマキ       | 5分5R終了 判定0-3            | Euro FC 1                                                                             | 2016年10月1日  |
| ×    | 石渡伸太郎             | 5分5R終了 判定0-3            | PANCRASE 279 【バンタム級キング・オブ・パンクラス タイトルマッチ】                    | 2016年7月24日  |
| ○    | 石渡伸太郎             | 5分3R終了 判定3-0            | PANCRASE 262                                                                          | 2014年11月1日  |
| ×    | オースティン・リオンズ | 5分3R終了 判定0-3            | Legacy Fighting Championship 34                                                       | 2014年8月29日  |
| ○    | コーディ・フラー       | 2R 3:02 リアネイキドチョーク | Legacy Fighting Championship 29                                                       | 2014年3月21日  |
| ×    | ダスティン・ポイエー   | 1R 4:15 ダースチョーク       | The Ultimate Fighter 16 Finale                                                        | 2012年12月15日 |
| ×    | チャールズ・オリベイラ | 2R 2:42 ギロチンチョーク     | The Ultimate Fighter 15 Finale                                                        | 2012年6月1日   |
| ○    | ヴァグネル・ホシャ     | 1R 1:32 KO（パウンド）       | UFC on Fuel TV 1: Sanchez vs. Ellenberger                                             | 2012年2月15日  |
| ×    | エリック・コク         | 5分3R終了 判定0-3            | UFC Fight Night: Shields vs. Ellenberger                                              | 2011年9月17日  |
| ○    | マイケル・ジョンソン   | 5分3R終了 判定3-0            | The Ultimate Fighter: Team GSP vs. Team Koscheck Finale 【ライト級トーナメント 決勝】 | 2010年12月4日  |
| ×    | ジョゼ・アルド         | 3R 0:45 TKO（パウンド）      | WEC 36: Faber vs. Brown                                                               | 2008年11月5日  |

## 獲得タイトル
- The Ultimate Fighter 12 ライト級トーナメント 優勝（2010年）

## 表彰
- ブラジリアン柔術 紫帯